# 阮德韗
阮德韗（越南语：／；1884年—？年），越南阮朝官員。

## 生平
阮德韗是乂安省英山府清漳縣橫山社（今属乂安省南壇縣慶山社）人，建福元年（1884年）出生。維新六年（1912年），參加乂安場鄉試，考中舉人。啟定元年（1916年），會試中格，庭試考中副榜。後任兵部行走。